# Kolbenkerl

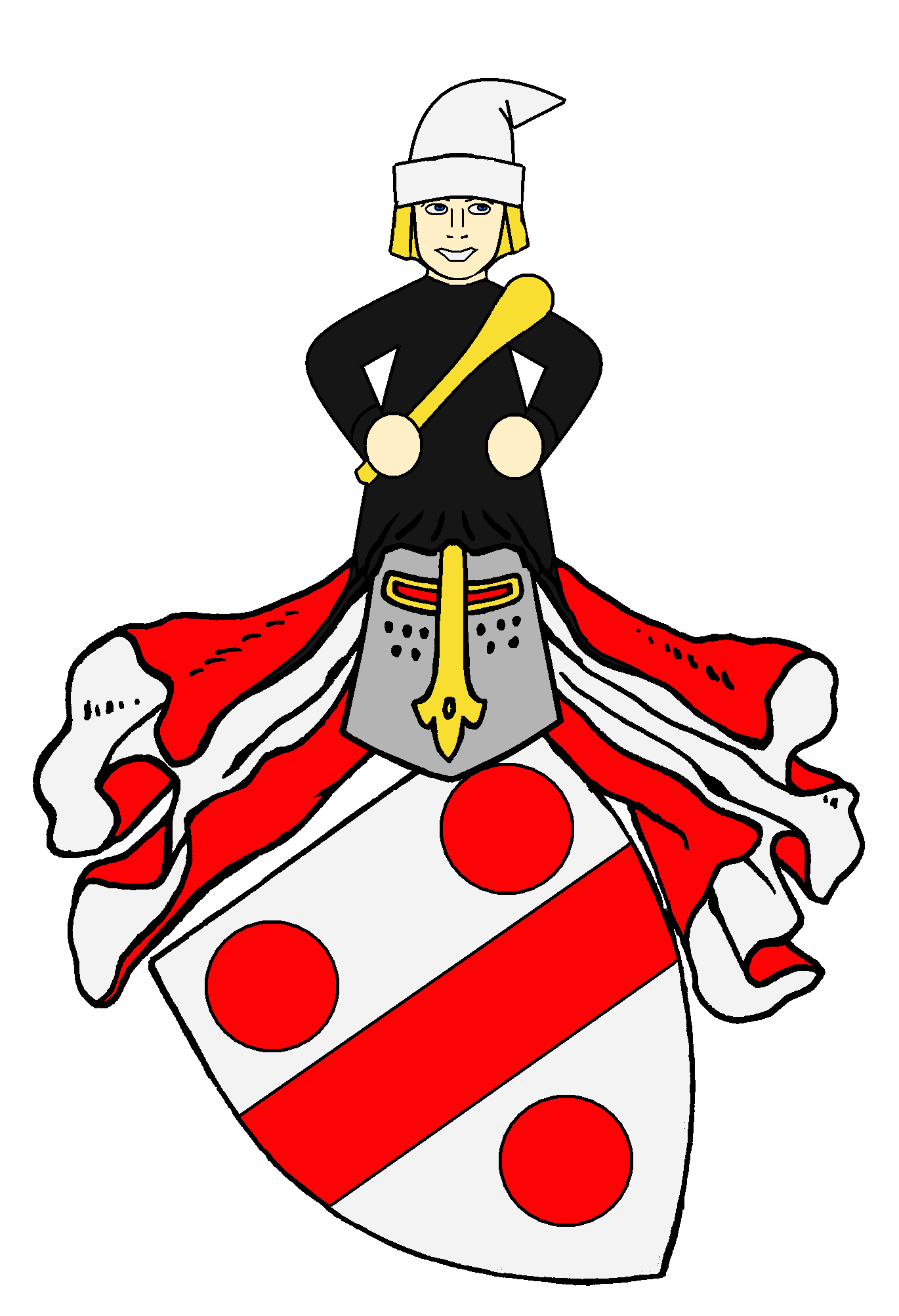
Stammwappen der Kolb von Wartenberg, einem alten Reichsministerialengeschlecht mit einem Kolbenkerl als Helmzier

Ein Kolbenkerl war ein Hintersasse, der im Kriegsfall mit dem Kolben (Knüppel, Keule, Streitkolben) diente, also ein Kolbenträger, der einen Kolben als Waffe, oder wie der Büttel (Kodder -von Kodde, der Knüppel, Gerichtsdiener, Kolbenschöffe) auch als Amtszeichen trug.
Die Dienstbarkeit der Kerle mit dem Kolben war die Kolbenkerlia, an das ein Kolbenlehen (Koddenlehen), ein einfaches Dienstlehen (Deputatlohn), geknüpft war. Es waren Lehnsgüter wie das der Büttel.